# Kanton Salon-de-Provence
Kanton Salon-de-Provence is een voormalig kanton van het Franse departement Bouches-du-Rhône. Het kanton maakte deel uit van het arrondissement Aix-en-Provence. Het werd opgeheven bij decreet van 27 februari 2014, met uitwerking op 22 maart 2015.

## Gemeenten
Het kanton Salon-de-Provence omvatte de volgende gemeenten:
- Grans
- Salon-de-Provence (hoofdplaats)